# 테크네튬
테크네튬(←영어: Technetium 테크니시엄[*], 문화어: 테크네티움←독일어: Technetium 테히네치움[*])은 화학 원소로 기호는 Tc(←라틴어: Technetium 테크네티움[*]), 원자 번호는 43이다. 인공 방사성 원소인 이 원소는 은회색의 전이 금속으로, 화학적 성질은 레늄과 망가니즈의 중간이다. 모든 동위 원소가 방사성 동위 원소이며, 짧은 반감기를 갖는 동위 원소인 99mTc은 핵의학에서 진단에 널리 쓰인다. 99Tc은 감마선을 발생시키지 않는 베타 입자원으로 사용된다. 과테크네튬산 이온(TcO4-)은 강철의 전기 부식 억제제로 사용되기도 한다.
드미트리 멘델레예프는 아직 발견되지 않은 이 원소를 에카망가니즈(ekamanganese)라고 부르고 여러 성질을 예측하였다. 1937년 처음으로 97Tc 동위 원소가 인공적으로 만들어졌다. 그래서 테크네튬이라는 이름은 그리스어의 테크네토스(←τεχνητος 테크네토스[*],"인공적인"이라는 뜻)에서 왔다. 지구상의 대부분의 테크네튬은 원자로에서 235U가 붕괴하면서 만들어지며, 핵 연료봉을 재처리하면서 얻어진다. 테크네튬의 모든 동위 원소의 반감기는 420만 년(98Tc)보다 짧다. 따라서 1952년 적색거성에서 테크네튬을 발견한 것은 항성이 무거운 원소를 만들 수도 있다는 이론을 뒷받침하고 있다. 지구에서 테크네튬은 우라늄 광석의 핵분열 부산물이나 몰리브데넘의 중성자 포획의 결과물로 자연적으로 얻어지는데, 그 양은 매우 적으나 측정 가능하다. 반감기가 긴 편인 동위 원소들은 노심에서 235U의 방사성 붕괴 산물로 발생하며, 핵연료봉에서 추출이 가능하다.

## 역사
드미트리 멘델레예프는 1871년 자신이 제안한 주기율표에서 몰리브데넘(원자 번호 42)과 루테늄(원자 번호 44) 사이, 망가니즈 아래에 아직까지 발견되지 않은 원소가 있음을 알고 화학적 성질이 망가니즈와 비슷할 것이라고 예측하고 ‘에카망가니즈’라는 이름을 붙였다.
멘델레예프의 추측이 있기 이전부터 43번 원소를 찾았다는 주장이 여러 차례 있었다. 이는 테크네튬의 주기율표 위치를 고려할 때 다른 원소들에 비해 더 찾기 쉬울 것이라는 오판 때문이었다. 1828년에는 백금 광석에서 폴리늄(polinium)이 발견되었다는 발표가 있었으나 불순물이 섞인 이리듐으로 판정되었고 1846년에는 일메늄(ilmenium)이 발견되었으나 곧 불순물이 섞인 나이오븀으로 판명되었다. 이듬해에도 비슷한 물질을 펠로퓸(pelopium)으로 발표하는 실수가 있었다.
멘델레예프의 추측 이후, 러시아의 화학자 케른(Serge Kern)이 백금 광석에서 데이븀(davium, 영국 화학자 험프리 데이비에서 이름을 딴 것)을 발견했다고 주장했으나, 이후에 이리듐, 로듐, 철의 혼합물로 밝혀졌다. 1896년에는 루큠(lucium)을 발견했다는 사람이 나타났지만 곧 이트륨으로 밝혀졌다. 1908년에는 일본의 화학자 오가와 마사타카(←일본어: 小川 正孝)는 일본(니폰←일본어: 日本)에서 이름을 따 니포늄(nipponium)이라는 원소를 발견했다고 주장했으나, 아니라는 것이 판정되어 주장을 철회하였고 이후 2004년 다른 일본 과학자에 의해 그 당시까지 발견되지 않았던 75번 원소 레늄이었다는 사실이 알려졌다. 1925년에는 독일 과학자인 발터 노다크(Walter Noddack), 오토 베르크(Otto Berg), 이다 타케(Ida Tacke)가 공동으로 75번 원소와 43번 원소를 발견했다고 주장하고, 각각 레늄(rhenium)과 마수륨(masurium)이라는 이름을 붙였다. 이 중 레늄은 75번 원소로 인정받았으나 마수륨은 논란 끝에 43번 원소가 아닌 것으로 판명되었다.
이렇게 수차례의 실패 후 1936년 중반, 이탈리아의 에밀리오 세그레는 미국 뉴욕에 있는 컬럼비아 대학과 캘리포니아주에 있는 로렌스 버클리 국립 연구소를 방문하여 사이클로트론을 발명한 어니스트 로렌스를 만났다. 세그레는 로렌스를 설득하여 사이클로트론 실험으로 방사성이 된 몰리브데넘 시료를 얻었다. 마침내 1936년 12월, 이탈리아 시칠리아섬에 있는 팔메로 대학의 에밀리오 세그레와 카를로 페리에르는 이 몰리브데넘 시료를 분석하여 95mTc와 97Tc를 발견하였다. 팔메로 대학 측에서는 새로 발견된 원소에 자신들의 대학 이름을 라틴어로 옮긴 ‘파노르무스(panormus)’에서 이름을 따 파노르뮴(panormium)이라는 이름을 붙이길 원했으나 결국 제2차 세계대전이 끝난 후인 1947년에 그리스어 테크네토스(←그리스어: τεχνητος, "인공적인"이라는 뜻)에서 이름을 따 ‘테크네튬’이라는 이름을 붙였다.
1952년에는 캘리포니아의 한 천문학자가 S형 적색거성을 분석하던 중 테크네튬의 스펙트럼(403.1nm, 423.8nm, 426.2nm, 429.7nm의 파장을 갖는 빛)을 관찰하였다. 이러한 항성은 수명이 거의 다 된 별임에도 불구하고 수명이 짧은 원소들이 풍부하게 존재하였다. 이는 항성 내부에서 핵반응이 일어나고 있으며 항성이 중원소를 합성할 수도 있다는 가설의 증거가 되었다. 최근 관측에 따르면 이러한 원소들은 S-과정에서 중성자 포획을 통해 일어난다고 알려져 있다.
한편, 지구상에 존재하는 테크네튬을 찾는 연구도 활발히 진행되었다. 1962년에는 벨기에령 콩고에서 얻은 피치블렌드 속에서 극미량의 99Tc가 분리되었으며, 238U의 핵분열 산물인 것으로 알려졌다. 또, 오클로 천연원자로에서도 상당량의 99Tc가 생성되어 99Ru로 붕괴한다는 증거가 있다.

## 특성

### 물리적 특성

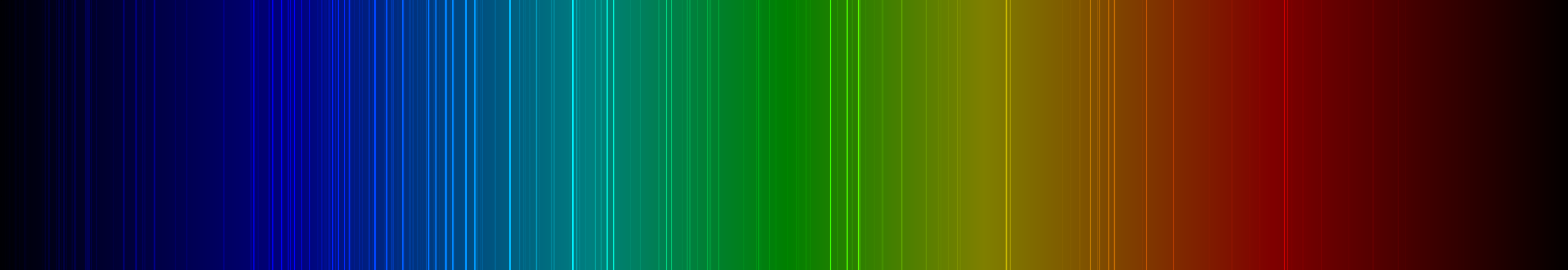
테크네튬의 선 스펙트럼

테크네튬은 은회색의 방사성 금속으로 백금과 비슷하게 생겼다. 주로 회색 분말 형태로 얻으며 결정은 밀집 육방정계 구조이다. 테크네튬 원자의 방출 스펙트럼은 363.3nm, 403.1nm, 426.2nm, 429.7nm, 485.3nm의 파장을 갖는 빛이다.
순수한 테크네튬은 상온에서 약한 상자성이며, 7.46K 이하에서 초전도체의 성질을 나타낸다.

### 화학적 특성
테크네튬은 주기율표에서 7족에 속하는 원소로 양옆으로는 몰리브데넘(원자 번호 42)과 루테늄(원자 번호 44) 사이에, 위아래로는 망가니즈(원자 번호 25)와 레늄(원자 번호 75) 사이에 위치한다. 화학적 성질은 망가니즈와 레늄의 중간 정도로 예측되지만 실제로는 화학적으로 비활성에 가깝고 공유 결합을 형성하는 경향이 있다는 점에서 레늄과 더 가깝다. 또, 망가니즈와는 다르게 쉽게 양이온이 되지 않는다. 주 산화 상태는 +4, +5, +7이며 이외에 –3, -1, 0, +1, +2, +3, +6의 산화수를 가질 수 있다. 왕수, 질산, 진한 황산에는 녹지만 염산에는 녹지 않는다. 염산 이상의 화학식에서 녹는다. Ph 농도가 짙다. 금속으로 따지자면, 은색을 띈다.
수소와 반응하여 TcH92- 이온을 만드는데 이는 레늄에서도 나타나는 현상이다. 반응하는 수소 원자 중 2개는 나트륨 이온(Na+)이나 칼륨 이온(K+)으로 치환될 수 있다. 습한 공기 중에서는 산소와 느리게 반응하여 흑색의 TcO2와 노란색의 Tc2O7을 형성하는 것이 관찰되었다. 이들 중 Tc2O7을 물이나 질산, 진한 황산, 왕수 등의 산화제에 녹이면 과테크네튬산(HTcO4)이 만들어지는데 이는 진한 붉은색의 강산이다. 이 밖에 황, 셀레늄, 텔루륨 등의 산소족 원소와 반응하여 화합물을 형성하며, 탄화물(Tc6C)과 각종 유기 화합물도 알려져 있다.

### 인체에 미치는 영향
테크네튬은 생물학적 역할이 알려져 있지 않으며, 일반적으로 체내에서도 발견되지 않는다. 쥐를 대상으로 한 동물 실험 결과 수 주간 1g 당 99Tc 15μg을 포함한 식품을 섭취해도 혈액 조성 및 체중 변화 등에 큰 변화가 없는 것으로 보아 화학적인 독성은 적은 것으로 추정된다. 그러나 미세한 테크네튬 입자가 폐에 들어가면 방사능으로 인해 폐암을 유발할 수도 있으므로 주의해서 취급해야 한다.

## 동위 원소
테크네튬은 모든 동위 원소가 방사성인 원소들 중 가장 원자 번호가 작은 원소이다. 원자핵 속 양성자 개수, 즉 원자 번호가 홀수인 원자들은 짝수인 원자들에 비해 불안정한 경향이 있어 안정한 동위 원소의 개수도 적은 편이다.
테크네튬 동위 원소 중 비교적 안정한 것은 98Tc(반감기 420만 년), 97Tc(반감기 260만 년), 99Tc(반감기 21만 1천년) 등이다. 이 밖에 원자량 85에서 118 사이에 30가지의 방사성 동위 원소가 발견되었다. 이들 중 93Tc(반감기 2.73시간), 94Tc(반감기 4.88시간), 95Tc(반감기 20시간), 96Tc(반감기 4.3일)을 제외하고 대부분 반감기가 1시간 미만이다. 또, 수많은 준안정한 핵 이성질체가 발견되었는데 이들 중 비교적 안정한 것은 97mTc(반감기 91일), 95mTc(반감기 61일), 99mTc(반감기 6.01시간) 등이다. 이 중 99mTc은 감마 붕괴를 통해 오직 감마선만을 방출하면서 99Tc으로 붕괴하므로 감마선원으로 쓰이며, 핵의학에서 진단에 사용된다. 99Tc은 반대로 감마선 없이 베타 붕괴하므로 베타 입자원으로 쓰인다. 또, 235U의 핵분열 붕괴 산물이므로 가장 흔하고 쉽게 구할 수 있는 동위 원소이기도 하다.

## 존재
지각에는 ~10^-9 ppm 의 테크네튬만이 존재하며, 주로 우라늄광의 우라늄 자발핵분열을 통해 그양이 유지된다. 자연에서는 꽤나 희귀하므로 주로 원자로의 다 쓴 핵연료봉이나 핵폐기물을 재처리하여 얻으며, 입자 가속기에서 100Mo에 양성자 빔을 쏘여서 인공적으로 합성하여 얻기도 한다.
우주에서는 일부 적색거성의 흡수 스펙트럼에서 테크네튬이 관찰된 바 있다. 이들 별은 ‘테크네튬 별’로 불리기도 한다.

## 용도

### 핵의학
99mTc은 원자로의 핵폐기물에서 생성되는 테크네튬 동위 원소로, 반감기가 약 6시간이다. 주로 반감기가 2.7489일인 99Mo의 방사성 붕괴 결과물로 생성되므로 이를 이용하여 핵의학 및 기타 의료 용도로 사용한다. 특히 방사성 붕괴하면서 142.6KeV의 감마선을 방출하므로 핵의학에서는 뇌, 심장, 갑상샘, 폐, 간, 쓸개, 신장, 뼈, 혈액, 종양 등의 촬영이나 연구 등에 이용한다. 95mTc은 반감기가 61일로, 자연에서 테크네튬의 이동을 추적하는 방사성 동위 원소 추적자로 이용된다.

### 공업 및 화학
테크네튬은 레늄과 팔라듐처럼 촉매로 이용된다. 아이소프로필 알코올의 탈수소화 반응 등 일부 반응의 경우에는 레늄이나 팔라듐보다도 효율적인 촉매의 역할을 한다. 또한, 과테크네튬산 염은 소량으로도 철의 부식을 막을 수 있다. 대표적인 예로 과테크네튬산 칼륨은 강철 속에 55ppm 정도의 적은 농도로 포함되어 있어도 고온의 물 속에서 철의 부식을 막을 수 있다. 이에 대한 원인은 정확히 밝혀져 있지 않으나, 금속의 표면에 얇은 막을 형성하기 때문인 것으로 추정된다. 이외에도 대부분의 경우 일정 농도 이상으로 포함되어 있으면 물에서 부식을 막는 효과가 있다. 그러나 방사능 때문에 비등수형 원자로에는 사용하지 않으며, 촉매로 사용할 때도 항상 주의가 필요하다.
99Tc은 거의 모두 베타 붕괴하며, 감마선을 방출하지 않는다. 또, 반감기가 약 21만 년으로 비교적 길어 이러한 베타 입자의 방출이 느리며 핵폐기물에서 높은 순도로 추출할 수 있으므로 베타선원으로 많이 사용된다.